# انگوران (ماه‌نشان)
انگوران یک روستا در ایران است که در دهستان انگوران شهرستان ماه‌نشان استان زنجان واقع شده‌است. انگوران2.700 نفر جمعیت دارد.